# Wilfried Gnonto
Degnand Wilfried Gnonto (Verbania, 5 de noviembre de 2003) es un futbolista italiano que juega en la demarcación de delantero para el Leeds United F. C. de la Premier League.

## Selección nacional
Tras jugar en las categorías inferiores, finalmente el 4 de junio de 2022 debutó con la selección de fútbol de Italia en un encuentro de la Liga de Naciones de la UEFA 2022-23 contra Alemania que finalizó con un resultado de empate a uno tras el gol de Lorenzo Pellegrini para Italia, y de Joshua Kimmich para Alemania. El 14 de junio de 2022 convirtió su primer gol, frente a la misma selección alemana para el 5-1 parcial, en lo que acabaría en derrota por 5-2 en contra de los italianos. De este modo pasó a ser el goleador más joven en toda la historia del equipo nacional.

## Clubes
| Club               | País       | Año       | Partidos | Goles |
| ------------------ | ---------- | --------- | -------- | ----- |
| F. C. Zürich II    | Suiza      | 2020-2021 | 5        | 3     |
| F. C. Zürich       | Suiza      | 2020-2022 | 74       | 12    |
| Leeds United F. C. | Inglaterra | 2022-     | 118      | 22    |

## Palmarés

### Títulos nacionales
| Título             | Club               | País       | Año     |
| ------------------ | ------------------ | ---------- | ------- |
| Superliga de Suiza | F. C. Zürich       | Suiza      | 2021-22 |
| EFL Championship   | Leeds United F. C. | Inglaterra | 2024-25 |